# Остуз
Остуз (фр. Osthouse) — коммуна на северо-востоке Франции в регионе Гранд-Эст (бывший Эльзас — Шампань — Арденны — Лотарингия), департамент Нижний Рейн, округ Селеста-Эрстен, кантон Эрстен.
Площадь коммуны — 9,72 км², население — 955 человек (2006) с тенденцией к стабилизации: 911 человек (2013), плотность населения — 93,7 чел/км².

## Население
Население коммуны в 2011 году составляло 941 человек, в 2012 году — 926 человек, а в 2013-м — 911 человек.
| 1962 | 1968 | 1975 | 1982 | 1990 | 1999 | 2006 | 2008 | 2011 | 2012 | 2013 |
| ---- | ---- | ---- | ---- | ---- | ---- | ---- | ---- | ---- | ---- | ---- |
| 739  | 754  | 827  | 850  | 884  | 946  | 955  | 958  | 941  | 926  | 911  |

Динамика населения:

## Экономика
В 2010 году из 637 человек трудоспособного возраста (от 15 до 64 лет) 487 были экономически активными, 150 — неактивными (показатель активности 76,5 %, в 1999 году — 75,0 %). Из 487 активных трудоспособных жителей работали 455 человек (243 мужчины и 212 женщин), 32 числились безработными (11 мужчин и 21 женщина). Среди 150 трудоспособных неактивных граждан 49 были учениками либо студентами, 65 — пенсионерами, а ещё 36 — были неактивны в силу других причин.

## Достопримечательности (фотогалерея)

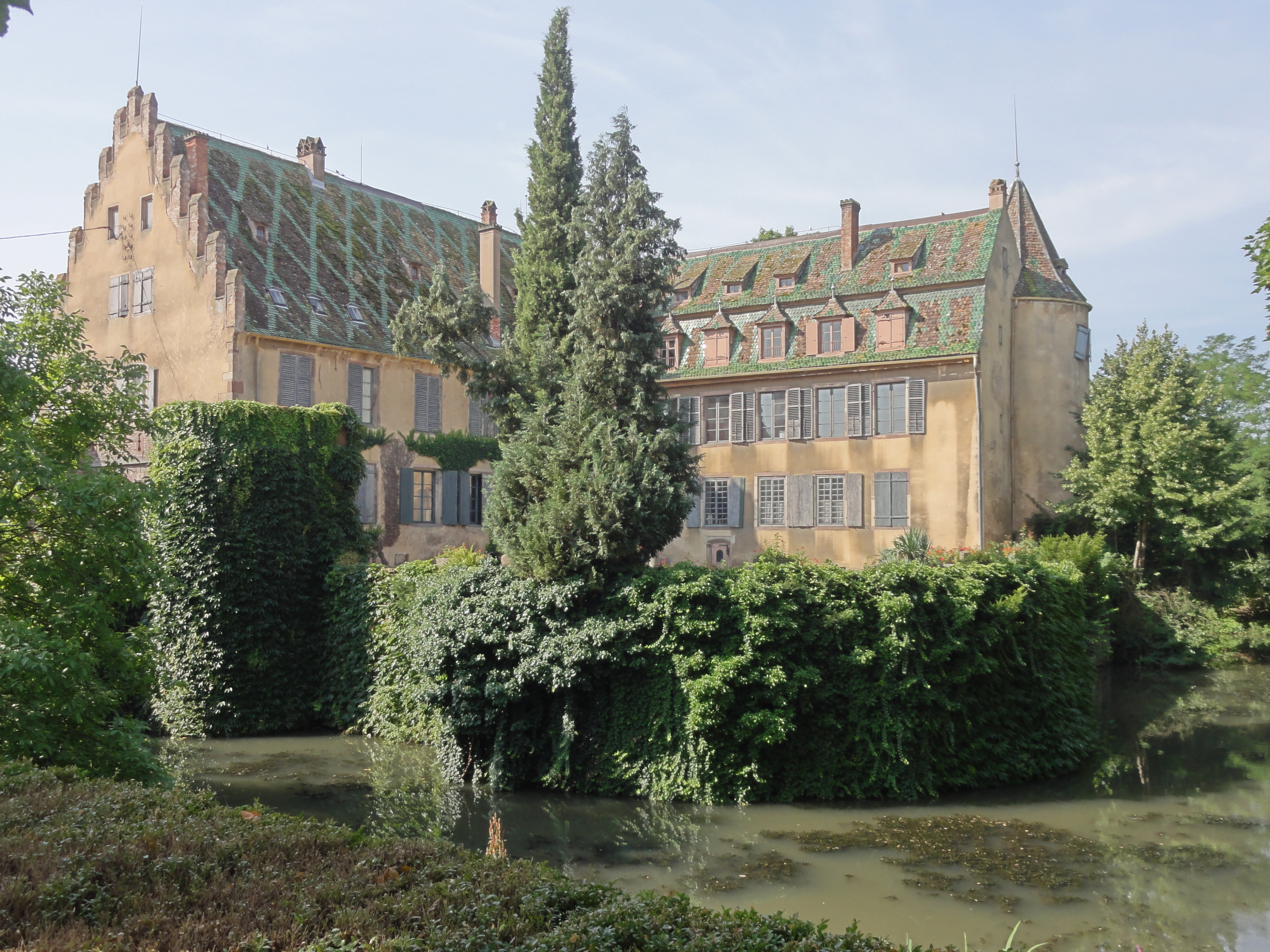
Шато
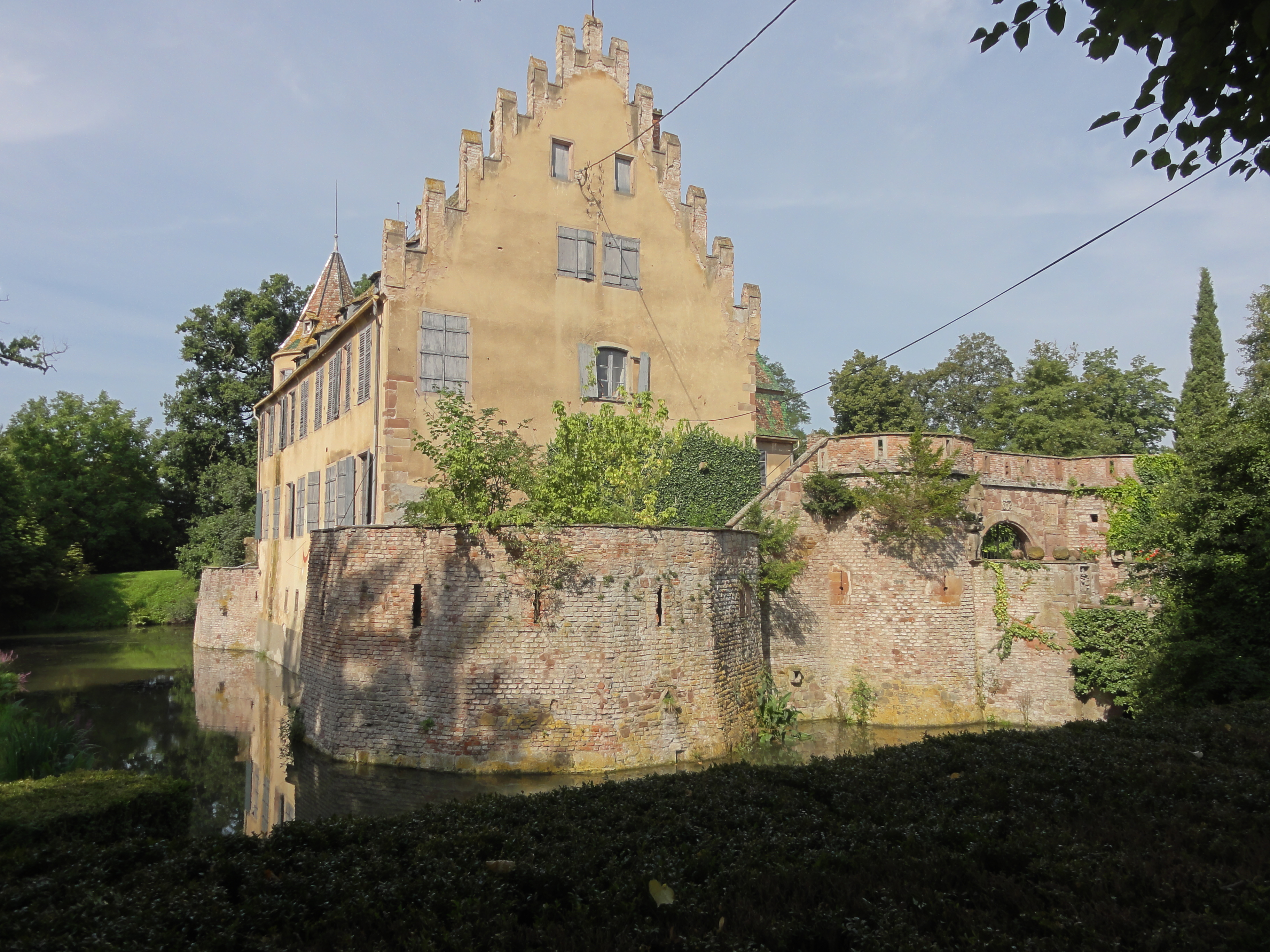
Шато: ров
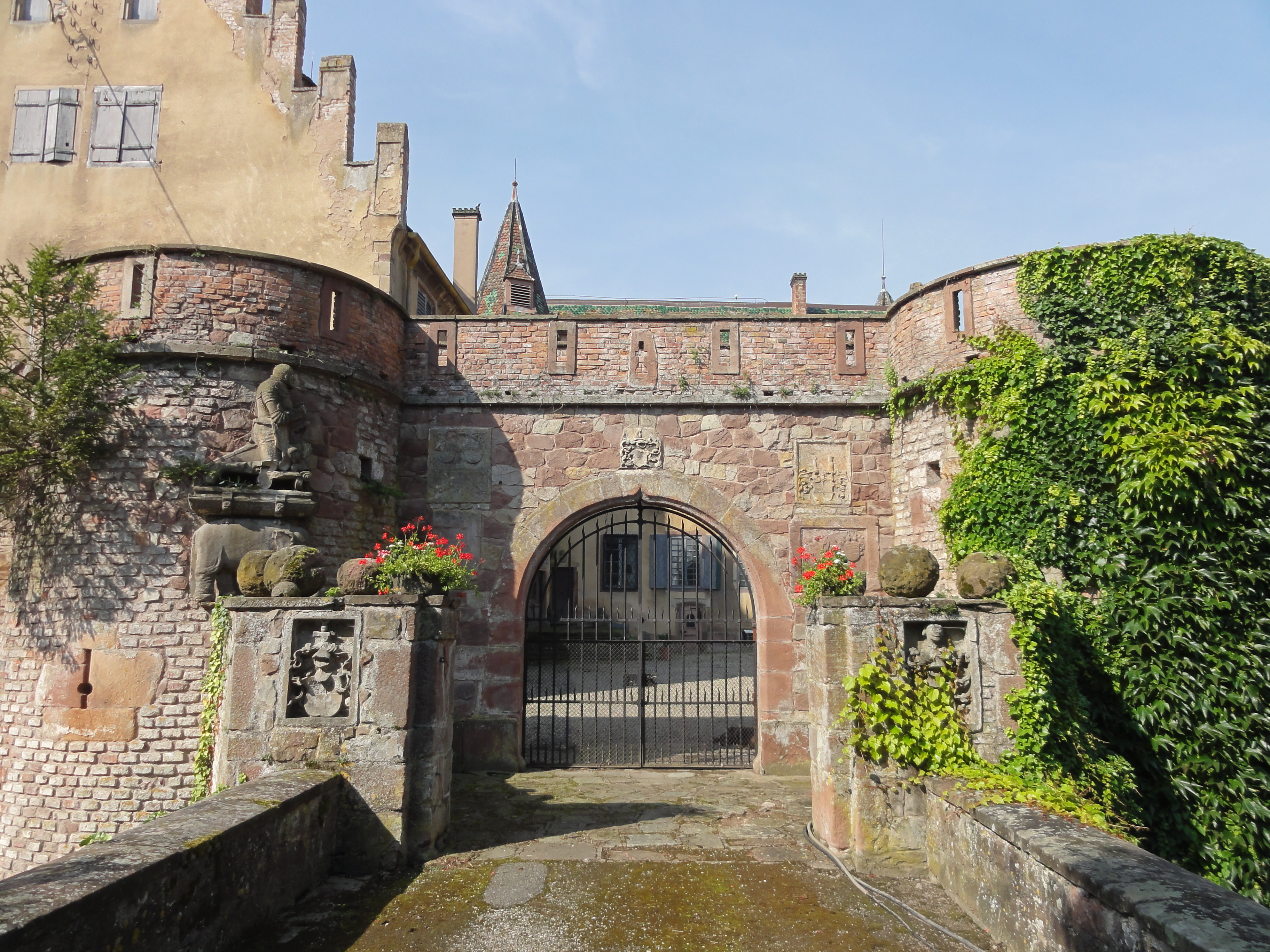
Шато: мост
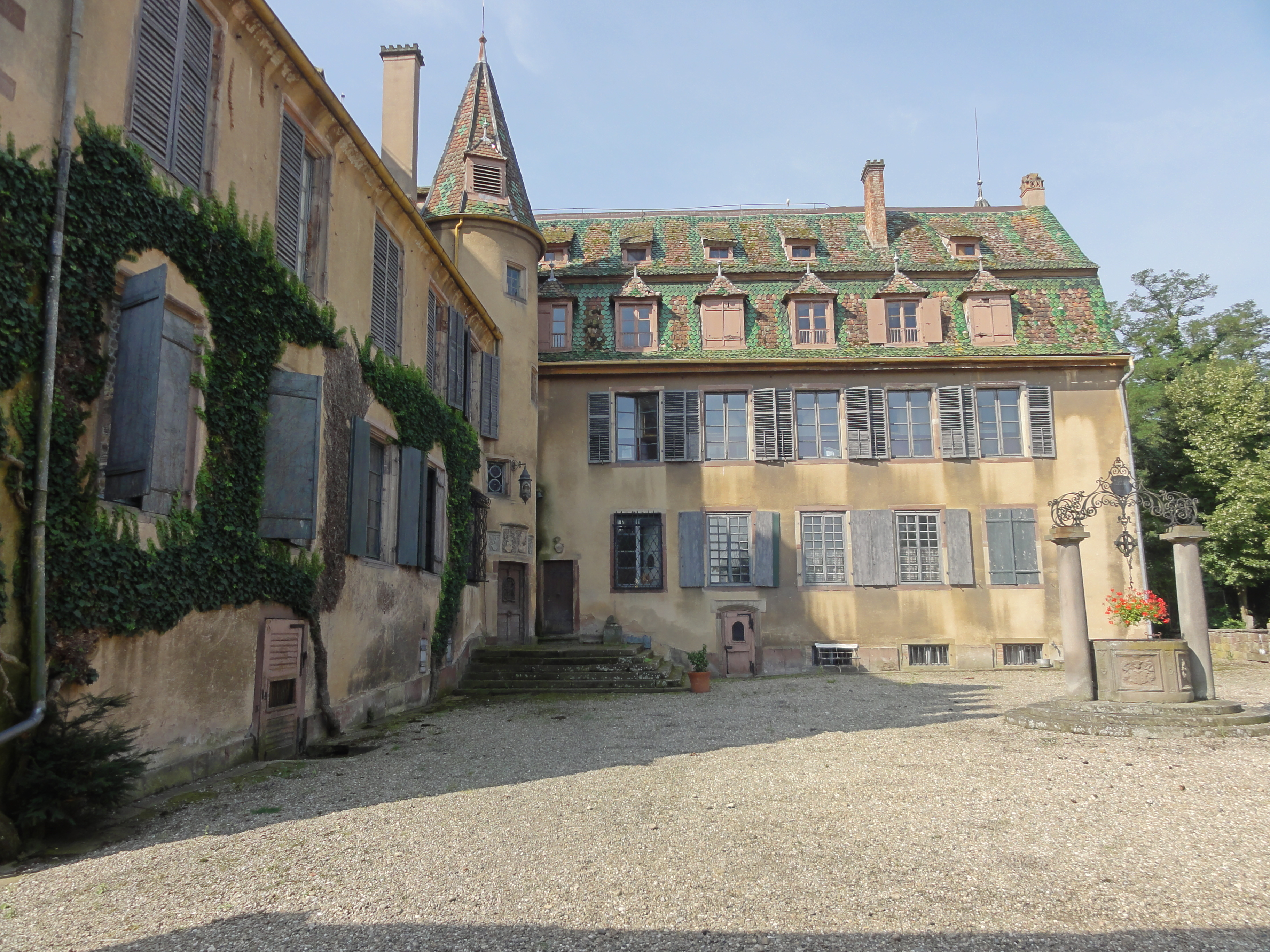
Шато: внутренний двор
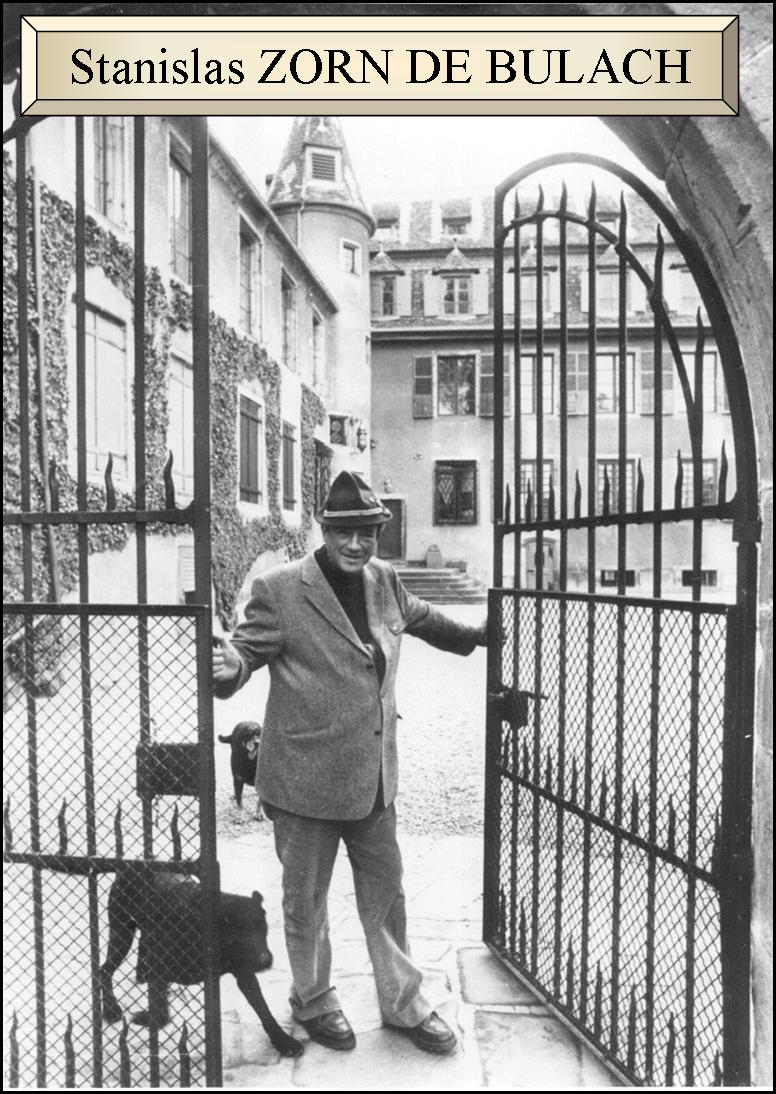
Кастелян
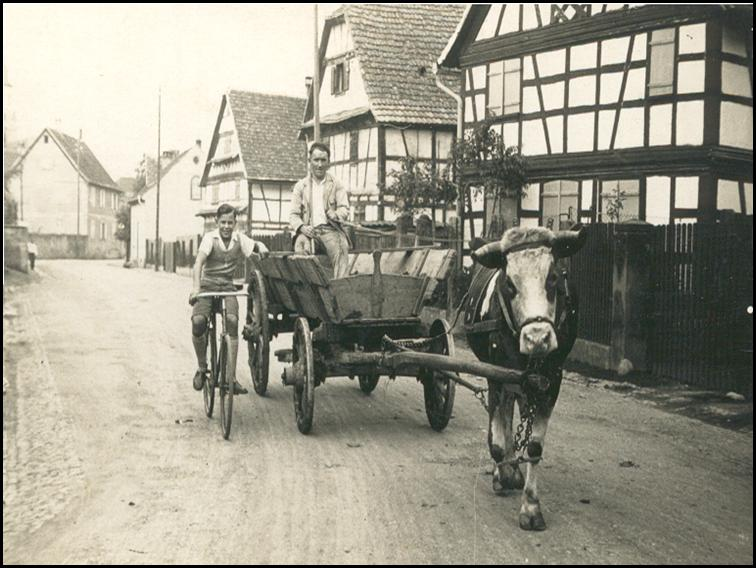
Эра гужевого транспорта: корова запряжена в телегу
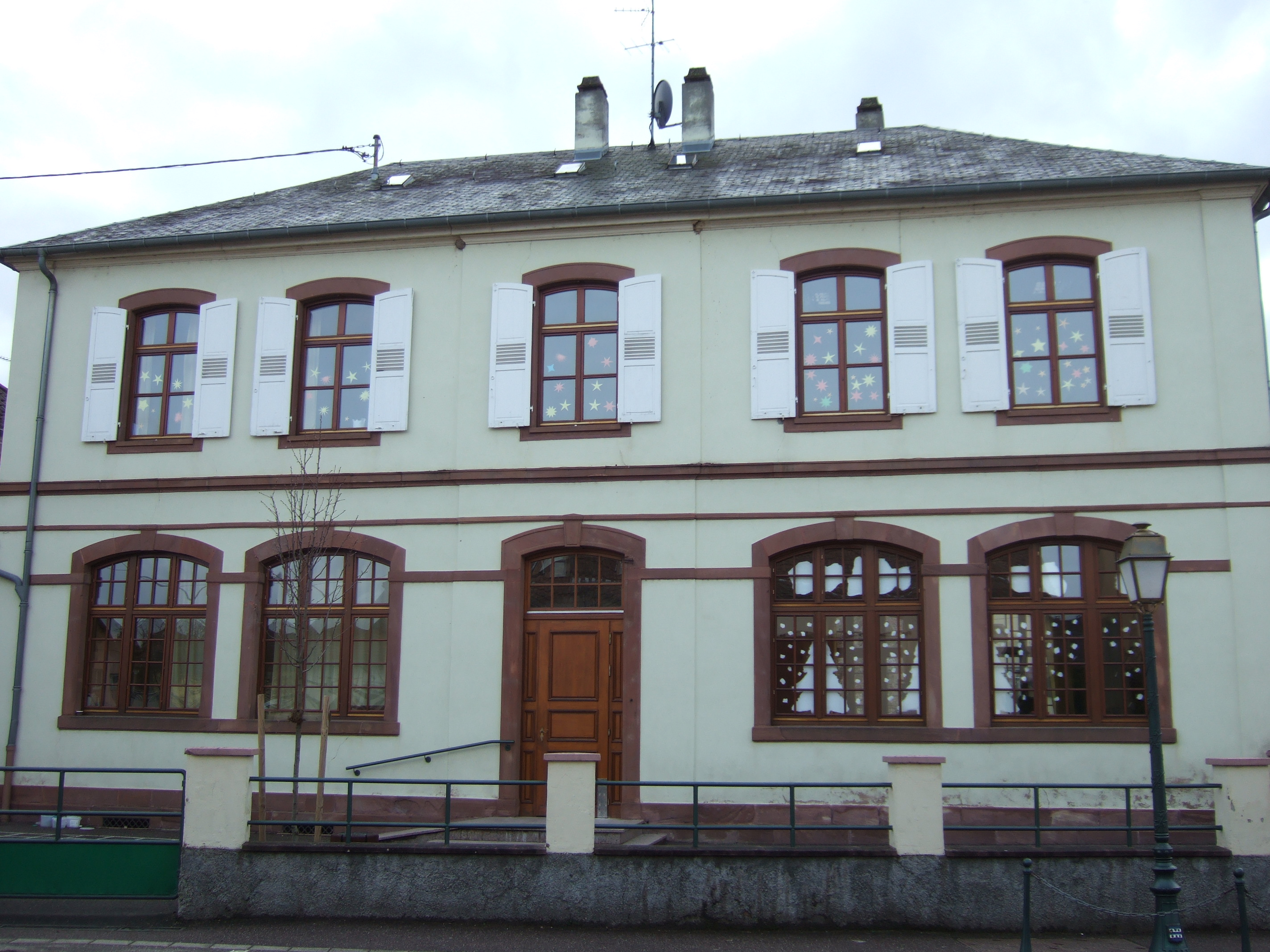
Школа, построенная на старой ферме
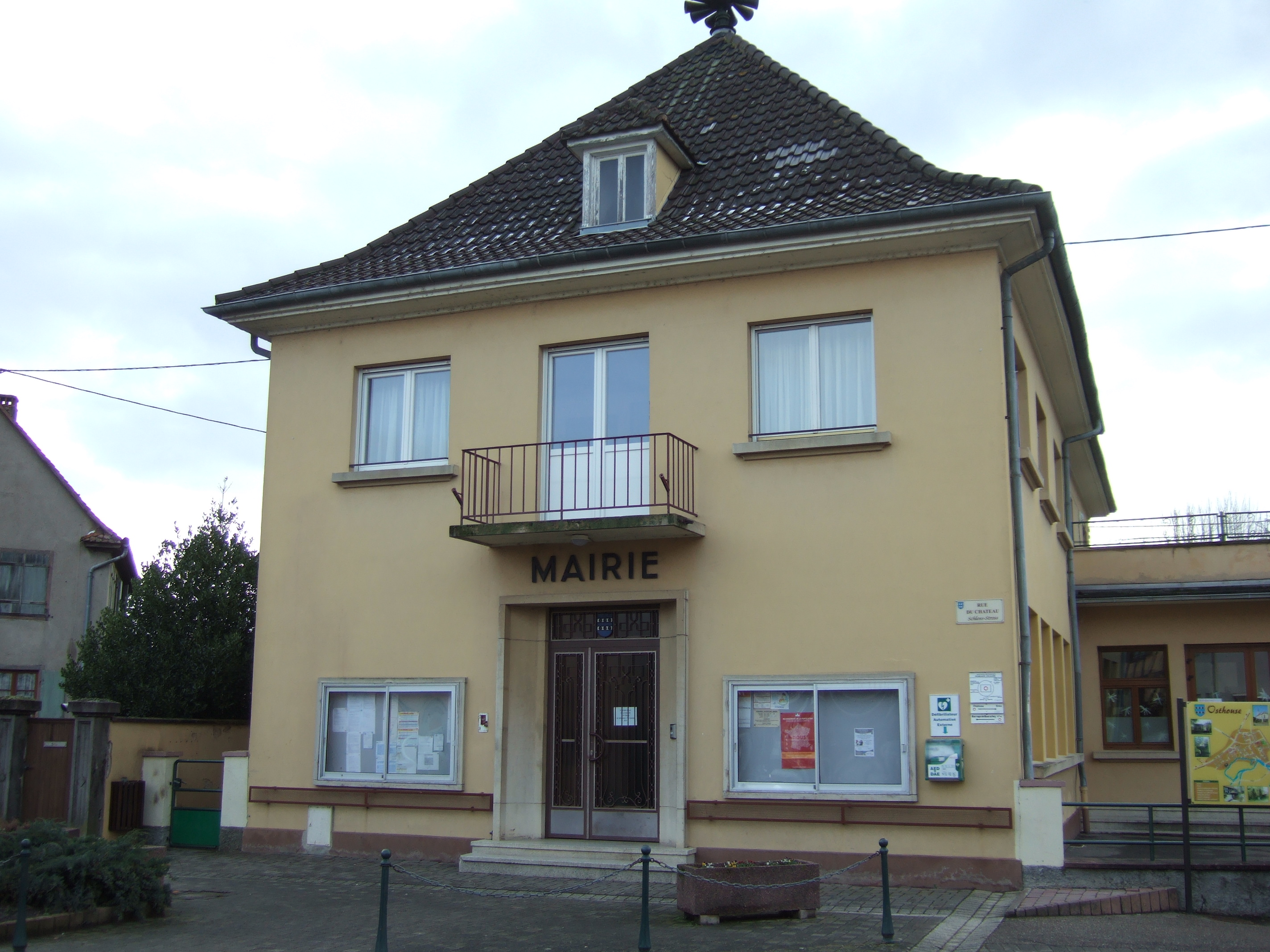
Здание объединяет мэрию, конференц-зал и почтовое отделение
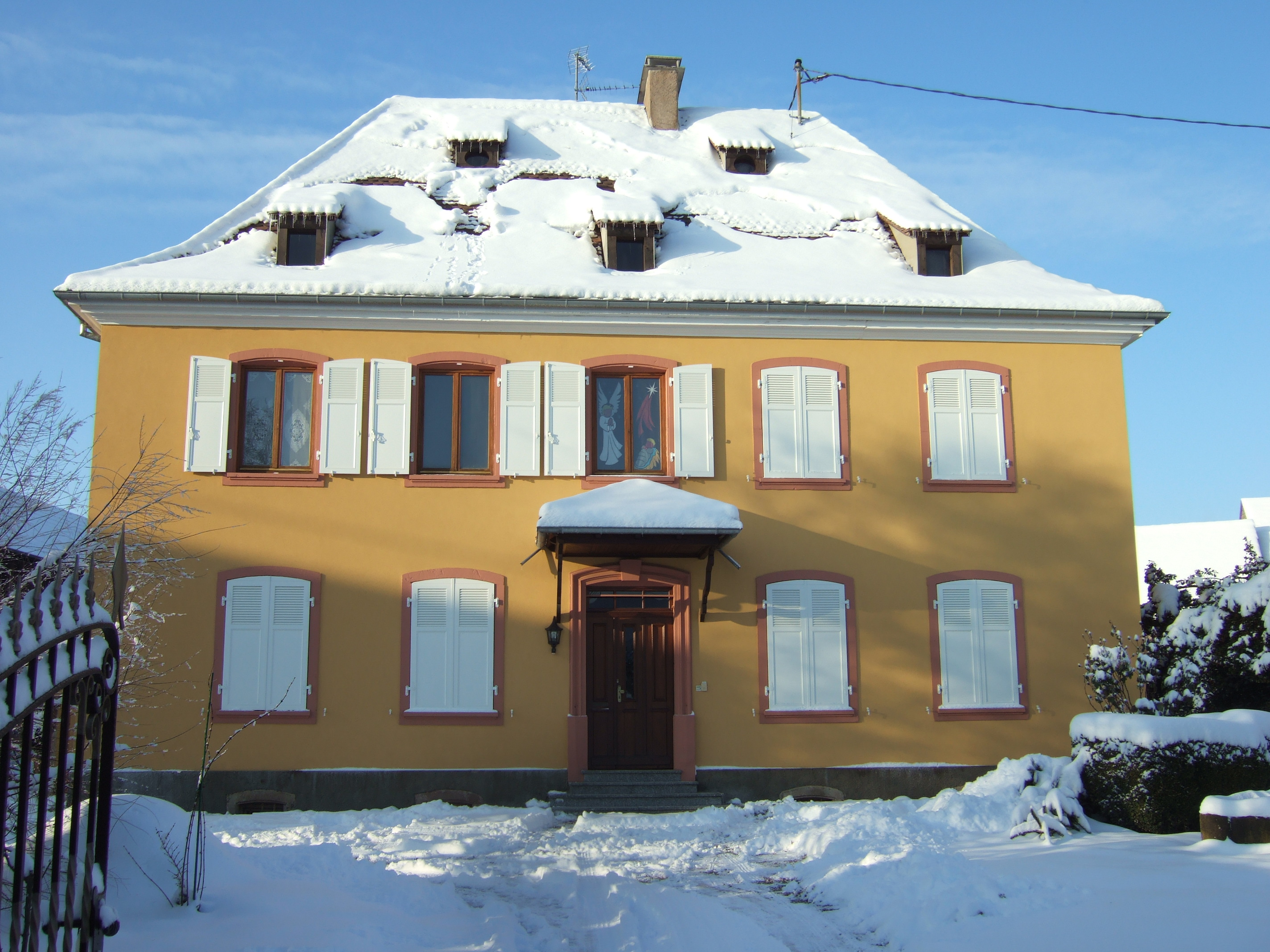
Бывший дом священника
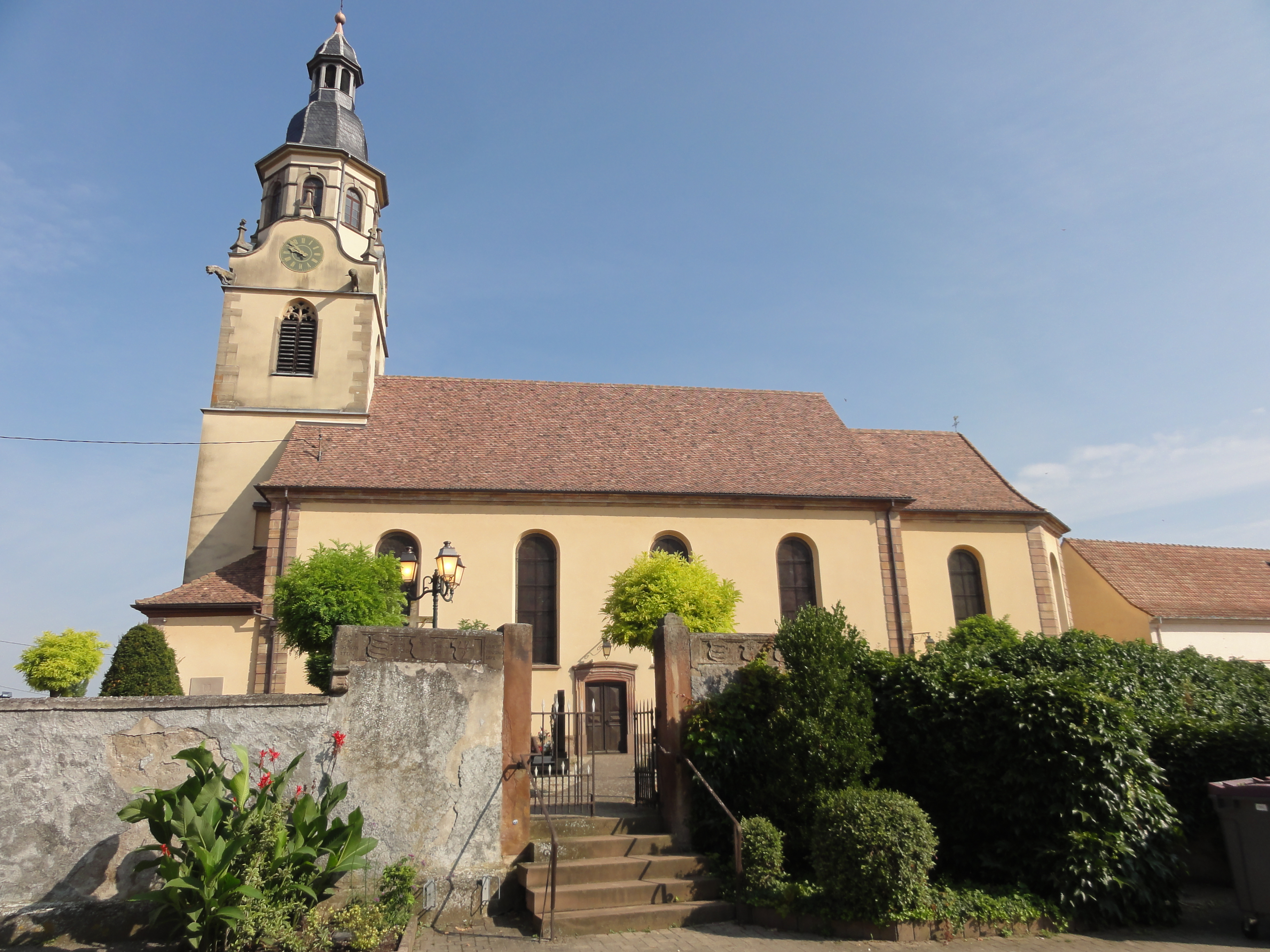
Церковь
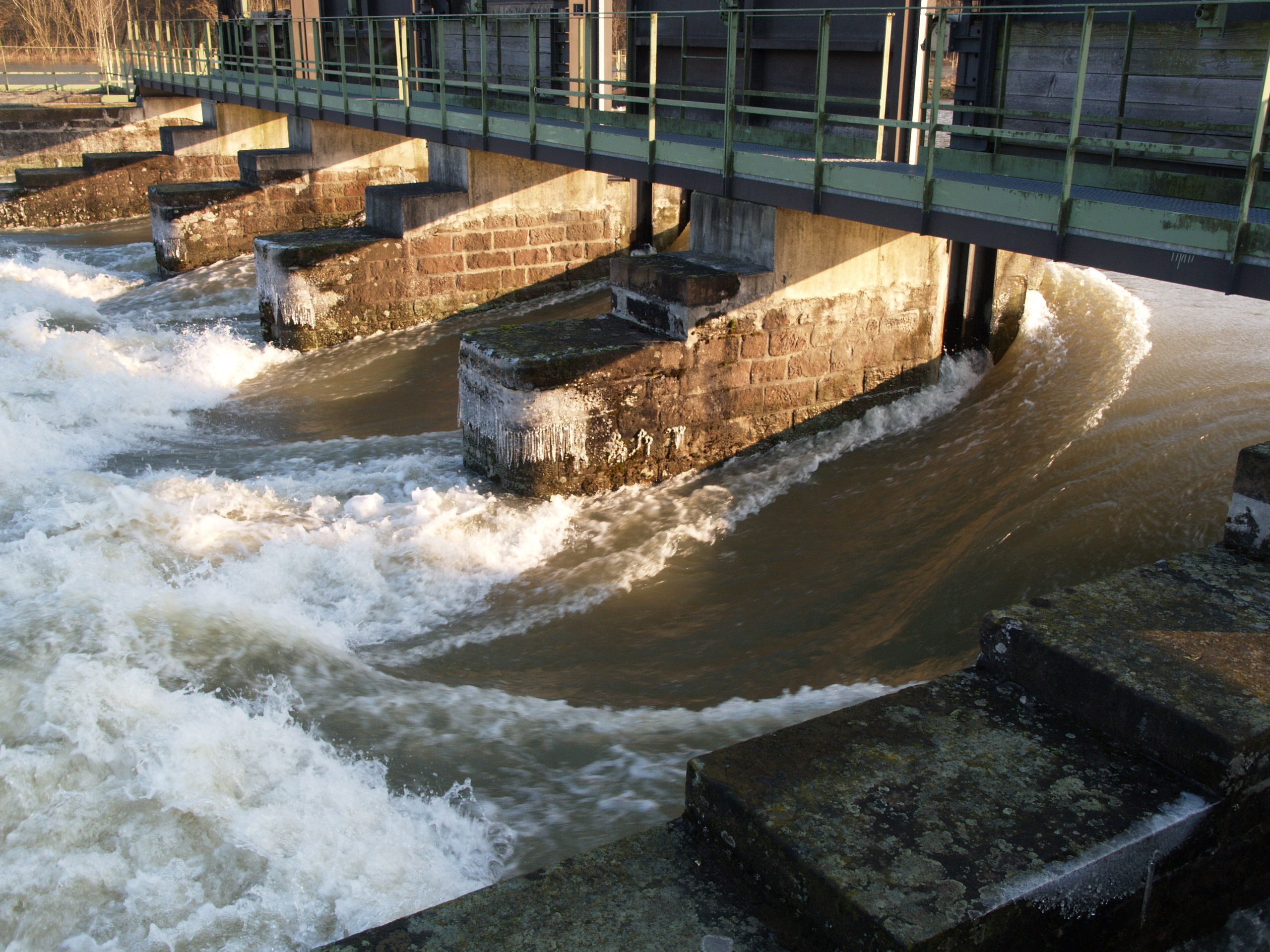
Плотина и шлюзы
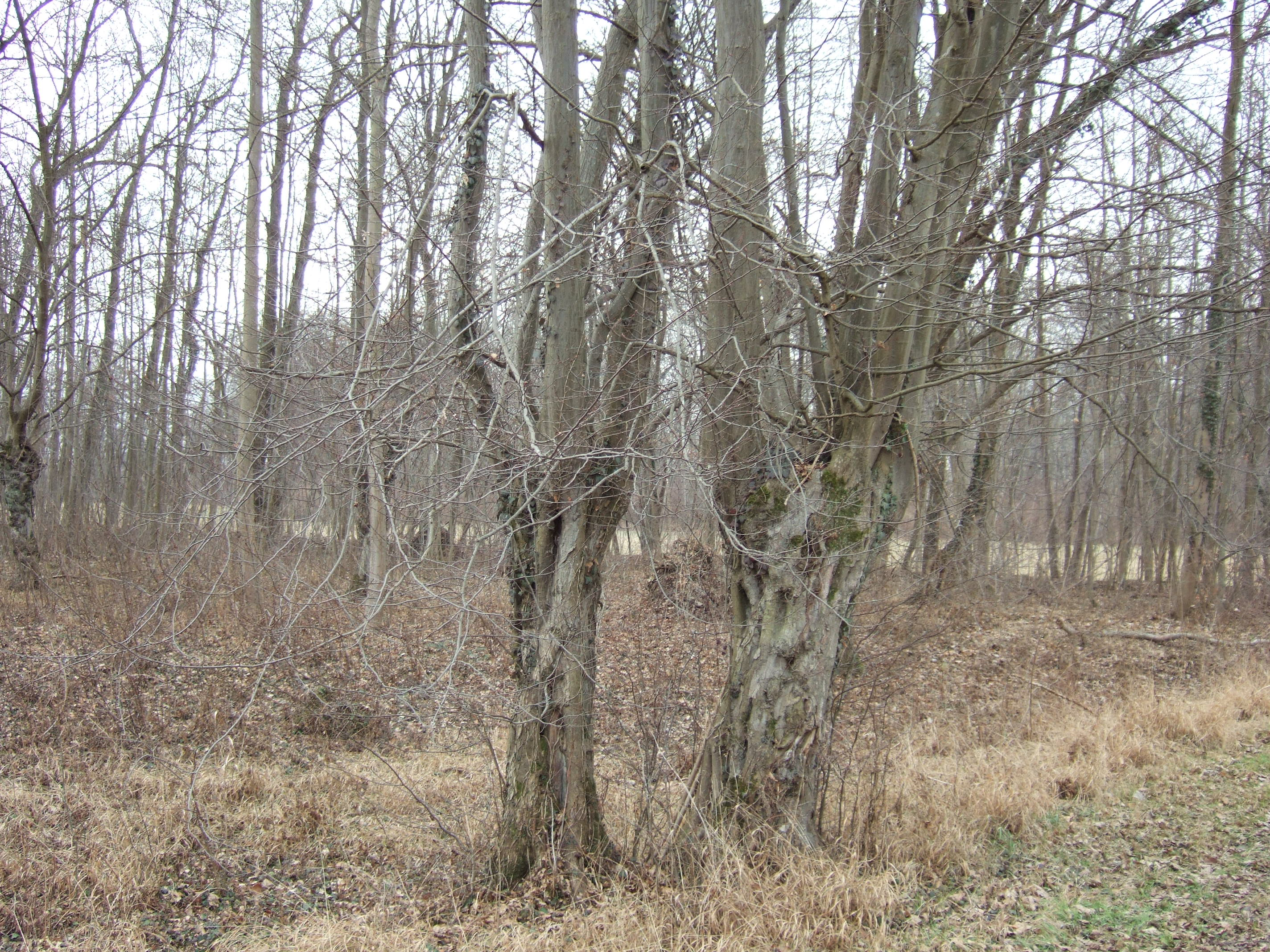
Лес
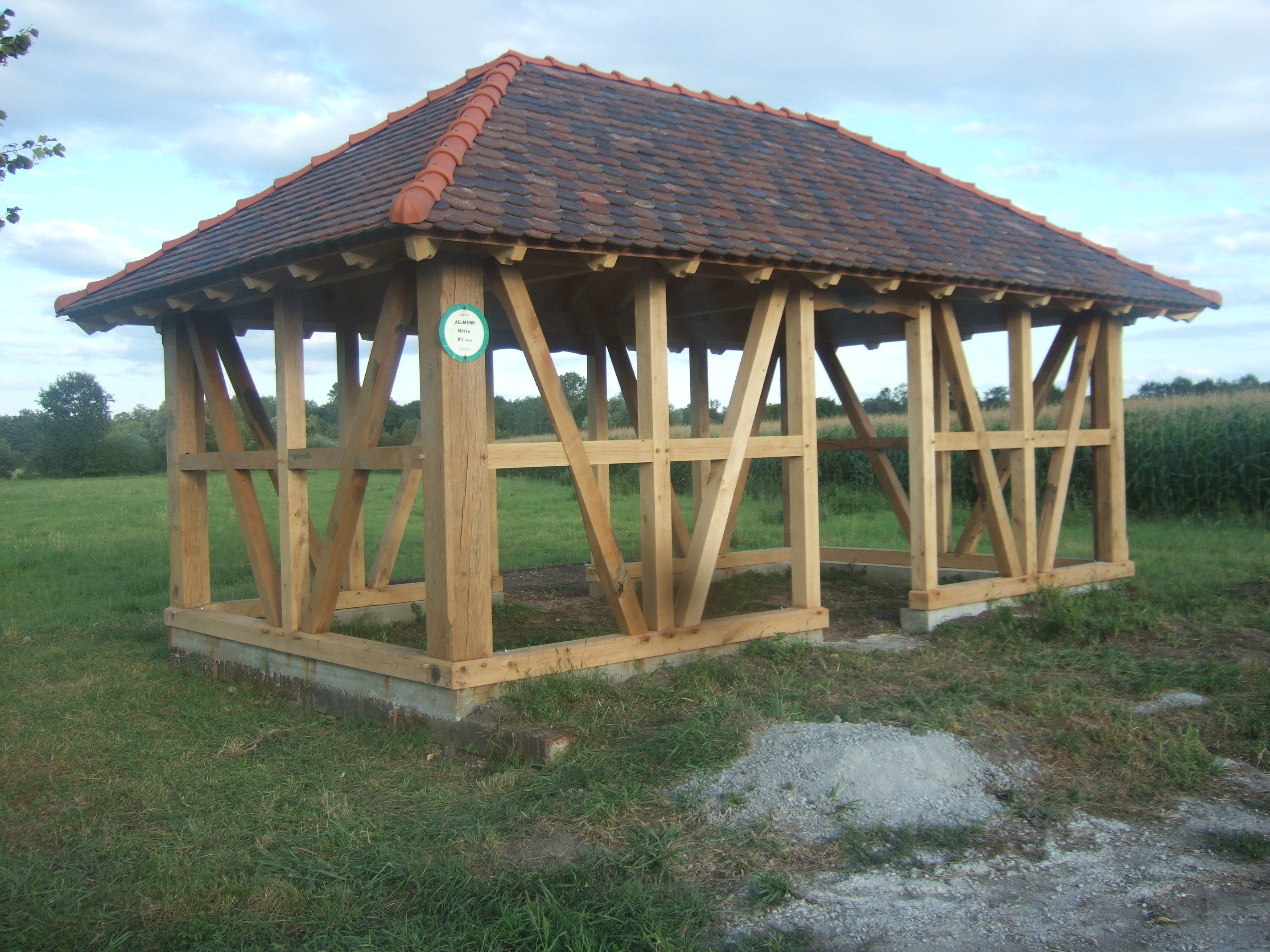
Беседка для фермеров
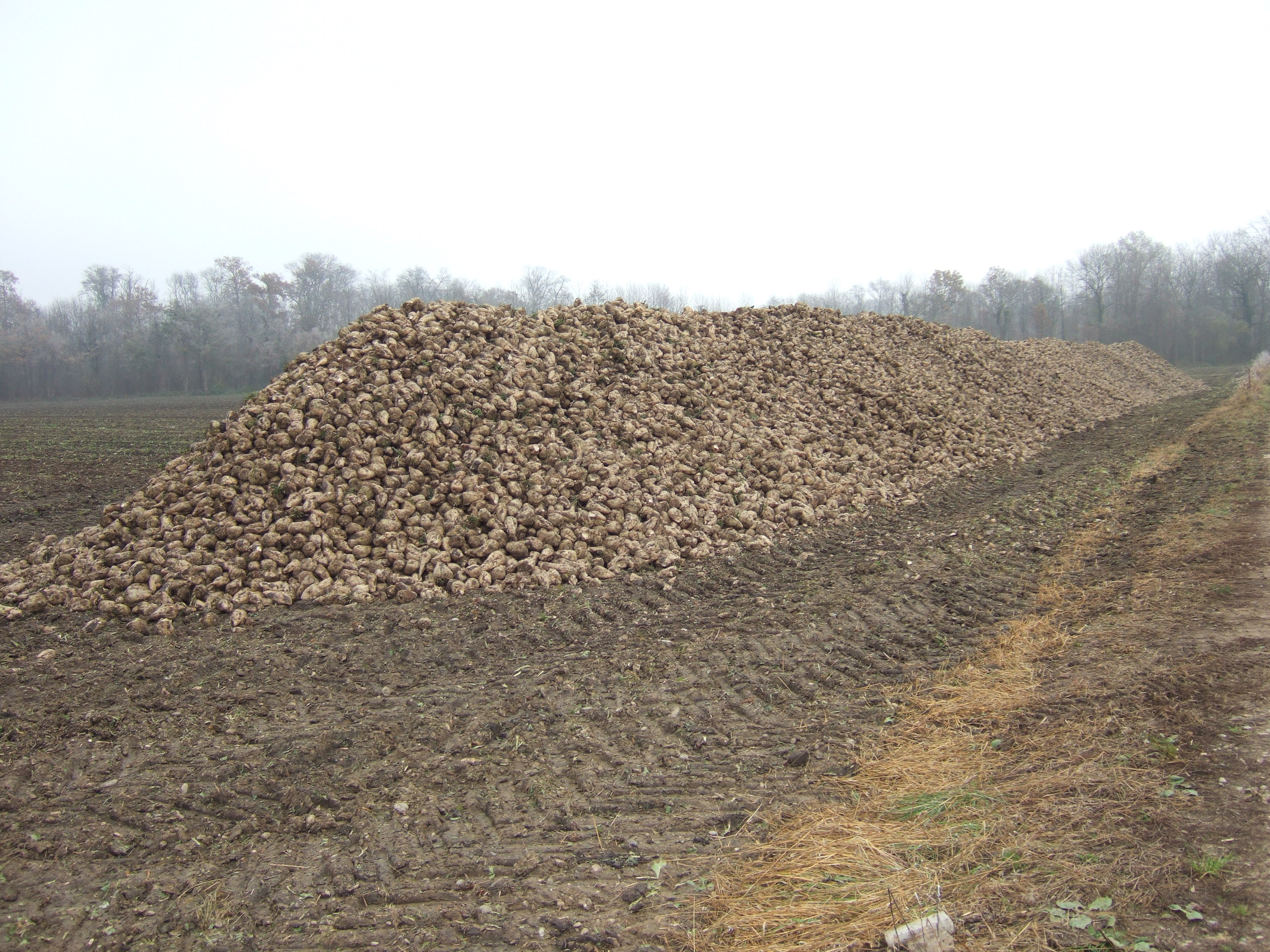
Сахарная свёкла